# Initiatives suisses contre la surpopulation étrangère
 (juin 2015).
Si vous disposez d'ouvrages ou d'articles de référence ou si vous connaissez des sites web de qualité traitant du thème abordé ici, merci de compléter l'article en donnant les références utiles à sa vérifiabilité et en les liant à la section « Notes et références ».
Les initiatives suisses contre la surpopulation étrangère sont des initiatives populaires déposées par des citoyens suisses pour lutter contre la « surpopulation étrangère » durant les années 1970. Elles furent lancées notamment par James Schwarzenbach, figure de proue de l'Action nationale contre l'emprise étrangère du peuple et de la patrie (ou simplement Action nationale).

## Histoire
- 1964 : Une commission d'experts formée par le Conseil fédéral pour étudier le problème des étrangers, rapporte que la Suisse se trouve dans l'état d'un danger de surpopulation étrangère. À la suite des chantiers des tunnels et des barrages dans les Alpes, la main d'œuvre italienne était très présente dans le secteur de la construction. Cette expertise était motivée par la peur de voir le marché du travail s'effondrer avec une hausse du chômage à cause des saisonniers.
- 1965 : le parti bourgeois Demokratische Partei du canton de Zurich lance la première initiative contre la surpopulation étrangère. L'Assemblée fédérale la refuse massivement et elle est retirée en 1968. Le peuple ne se prononce pas sur cette question
- 1967 : l'Action nationale demande à Schwarzenbach (qui était journaliste et éditeur libre, descendant d'une riche famille, mais inconnu du peuple) d'être candidat pour être conseiller national. Contre toute attente, il est élu en octobre 1967.
- 1968 : Schwarzenbach et son parti lancent la 2e initiative qui demande d'abaisser la population étrangère dans chaque canton à 10 % de la population suisse, à l'exception du canton de Genève qui bénéficierait d'un traitement spécial. Cela signifiait le renvoi de la moitié des étrangers, soit 300 000 personnes. Les villes la refusèrent alors que les campagnes y furent favorables.
- 1968 : Valentin Oehen prend la présidence de l'Action nationale.
- 7 juin 1970 : le peuple suisse refuse l'initiative par 54 % de non contre 46 % de oui. La participation bat tous les records avec un taux de 75 % qui ne s'était pas vu depuis 1947 avec l'introduction de l'assurance-vieillesse et survivants (AVS). Toutes les organisations politiques, économiques, syndicales avaient demandé le refus, sauf l'Action nationale, qui soutenait l'initiative. L'argument principal du non était la peur d'une catastrophe économique par manque de main d'œuvre.
- 1970 : après des dissensions dans le parti, Schwarzenbach démissionne de la présidence.
- 1971 : Schwarzenbach fonde le Mouvement républicain suisse, qui obtient 7 des 200 sièges du Conseil national alors que l'Action nationale en obtient 4 lors des élections d'octobre.
- 1974 : 2e initiative de Schwarzenbach, qui n'obtient que 33 % de oui.
- 1981 : une initiative en faveur des étrangers (Être solidaires en faveur d'une nouvelle politique à l'égard des étrangers) est rejetée par 83,8 % de non.
- 1978 : Schwarzenbach se retire de la vie politique.
- 1980 : une partie des membres de l'Action nationale forme le Parti des automobilistes.
- 1984 : l'initiative contre le « bradage du sol national » est rejetée par 51,1 % du peuple.
- 1986 : Valentin Oehen quitte l'Action nationale.

## Détail des initiatives
| Titre                                                                      | Dépôt           | Votation        | Participation | Oui    | Oui     | Non    | Non     | Notes                    |
| Titre                                                                      | Dépôt           | Votation        | Participation | Peuple | Cantons | Peuple | Cantons | Notes                    |
| -------------------------------------------------------------------------- | --------------- | --------------- | ------------- | ------ | ------- | ------ | ------- | ------------------------ |
| Contre la pénétration étrangère                                            | 30 juin 1965    |                 |               |        |         |        |         | Retirée                  |
| Contre l'emprise étrangère                                                 | 20 mai 1969     | 7 juin 1970     | 74,7 %        | 46,0 % | 6 2/2   | 54,0 % | 13 4/2  | Limite à 10 %            |
| Contre l'emprise étrangère et le surpeuplement de la Suisse                | 3 novembre 1972 | 20 octobre 1974 | 75,0 %        | 34,2 % | 0       | 65,8 % | 19 6/2  | Limite à 12 % par canton |
| Pour la protection de la Suisse                                            | 12 mars 1974    | 13 mars 1977    | 45,2 %        | 29,5 % | 0       | 70,5 % | 19 6/2  | Limite à 12,5 %          |
| Pour une limitation du nombre annuel des naturalisations                   | 15 mars 1974    | 13 mars 1977    | 45,2 %        | 29,5 % | 0       | 66,2 % | 19 6/2  |                          |
| Être solidaires en faveur d'une nouvelle politique à l'égard des étrangers | 20 octobre 1977 | 5 avril 1981    | 39,88 %       | 16,2 % | 0       | 83,8 % | 20 6/2  | Favorable aux étrangers  |
| Pour la limitation de l'immigration                                        | 10 avril 1985   | 4 décembre 1988 | 52,84 %       | 32,7 % | 0       | 67,3 % | 20 6/2  |                          |